# Robert Aitken (compositor)
Robert Aitken   (Kentville, 28 d'agost de 1939) és un compositor i flautista canadenc. Va començar la seva carrera d'adolescent tocant en diverses orquestres, convertint-se en el flautista principal més jove de la història de lOrquestra Simfònica de Vancouver el 1958 a l'edat de 19 anys. Ha aparegut com a solista amb importants orquestres simfòniques a tota Amèrica del Nord, Europa i Àsia i ha realitzat més de 40 enregistraments comercials.
Nascut a Kentville, Nova Escòcia, Aitken ha tocat amb lOrquestra Simfònica de Vancouver, lOrquestra Simfònica CBC i lOrquestra Simfònica de Toronto. És director co-artístic de concerts de nova música a Toronto. També ha fet música clàssica i contemporània (juntament amb l'eminent arpista Erica Goodman) a BIS Records. Va estudiar flauta travessera amb Nicolas Fiore, Marcel Moyse, Jean-Pierre Rampal, Andre Jaunet, Severino Gazzelloni i Hubert Barwahser.
Del 1988 al 2004, Aitken va ser membre de la facultat de música de la "Staatliche Hochschule für Musik" de Friburg, Alemanya. També és membre de la facultat de la Universitat de Toronto (1960–1975) i de la "Shawnigan Summer School of Arts" (1972–1982) i va ser director d'estudis avançats de música al "Banff Center" del 1985 al 1989.

## Honors
- 1993 - Aitken va ser nomenat membre de l'Ordre del Canadà.
- 2003 - Premi a la vida de l'Associació Nacional de Flautes